# Unguizetes sabahnus
Unguizetes sabahnus är en kvalsterart som beskrevs av Sandór Mahunka 1987. Unguizetes sabahnus ingår i släktet Unguizetes och familjen Mochlozetidae. Inga underarter finns listade i Catalogue of Life.